# 井出駅
井出駅（いでえき）は、山梨県南巨摩郡南部町井出にある、東海旅客鉄道（JR東海）身延線の駅である。

## 歴史
- 1929年（昭和4年）
  - 3月26日：富士身延鉄道の井出福士停留場（いでふくしていりゅうじょう・旅客駅）が開設[1]。
  - 12月28日：井出側線駅が開設（貨物駅）[1]。
- 1931年（昭和6年）
  - 9月20日：井出側線駅が井出福士側線駅に改称[1]。
  - 12月1日：井出福士側線駅が第二井出福士駅に改称[1]。
- 1936年（昭和11年）6月22日認可：井出福士停留場が井出福士駅に昇格[2]。同時に第二井出福士駅を併合し、貨物取扱を開始[2]。
- 1938年（昭和13年）10月1日：富士身延鉄道を鉄道省（国鉄の前身）が借り上げ[1]。同時に井出駅に改称[2]。
- 1941年（昭和16年）5月1日：国有化され、鉄道省身延線の駅となる[1]。
- 1972年（昭和47年）9月20日：貨物取扱廃止[2]。
- 1983年（昭和58年）4月10日：駅員無配置駅となる[3]。
- 1987年（昭和62年）4月1日：国鉄分割民営化に伴い、JR東海の駅となる[1]。
- 1994年（平成6年）3月：駅舎改築。

## 駅構造
単式ホーム1面1線を有する地上駅。線路はほぼ北西から南東に向かって走り、ホームは線路の南西側に設けられている。
かつてホーム中程で本線から北側に分岐する側線が1本あり、寄畑方面に暫く進んだ後で途切れていた。本線が駅寄畑方で下り勾配となっているのに対し、この側線はほぼ平坦に走っていた。側線の北側に接して大きな広場があり、ここにトイレや駐車場等がある。
かつて木造駅舎があったが、1994年（平成6年）にコンクリートを打ち放し、一階建ての小さな建物に改築された。内部には数人が入ることが出来る待合室がある。
身延駅管理の無人駅で自動券売機設置は無く、当駅で切符を購入することは出来ない。

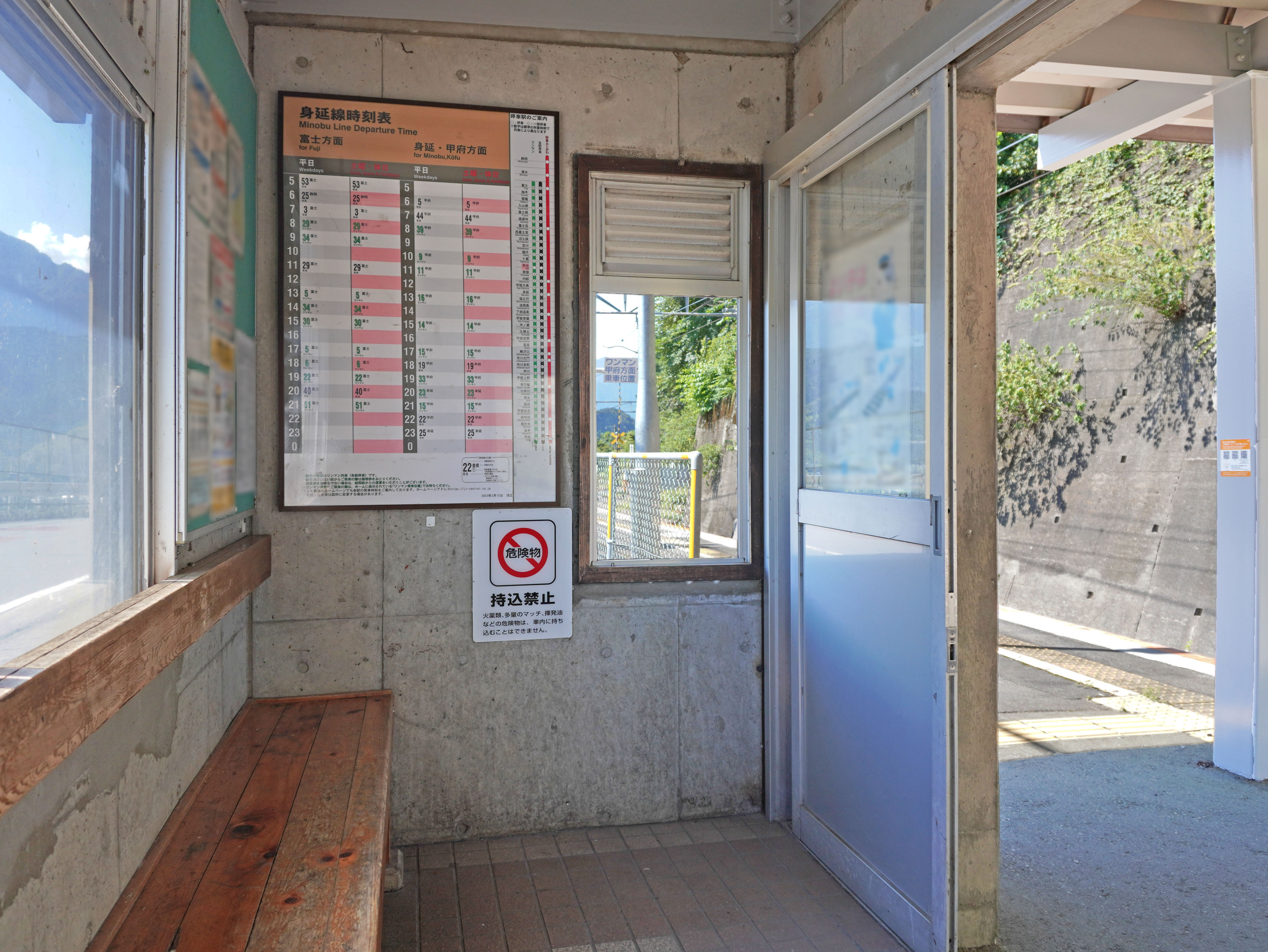
待合室（2022年9月）
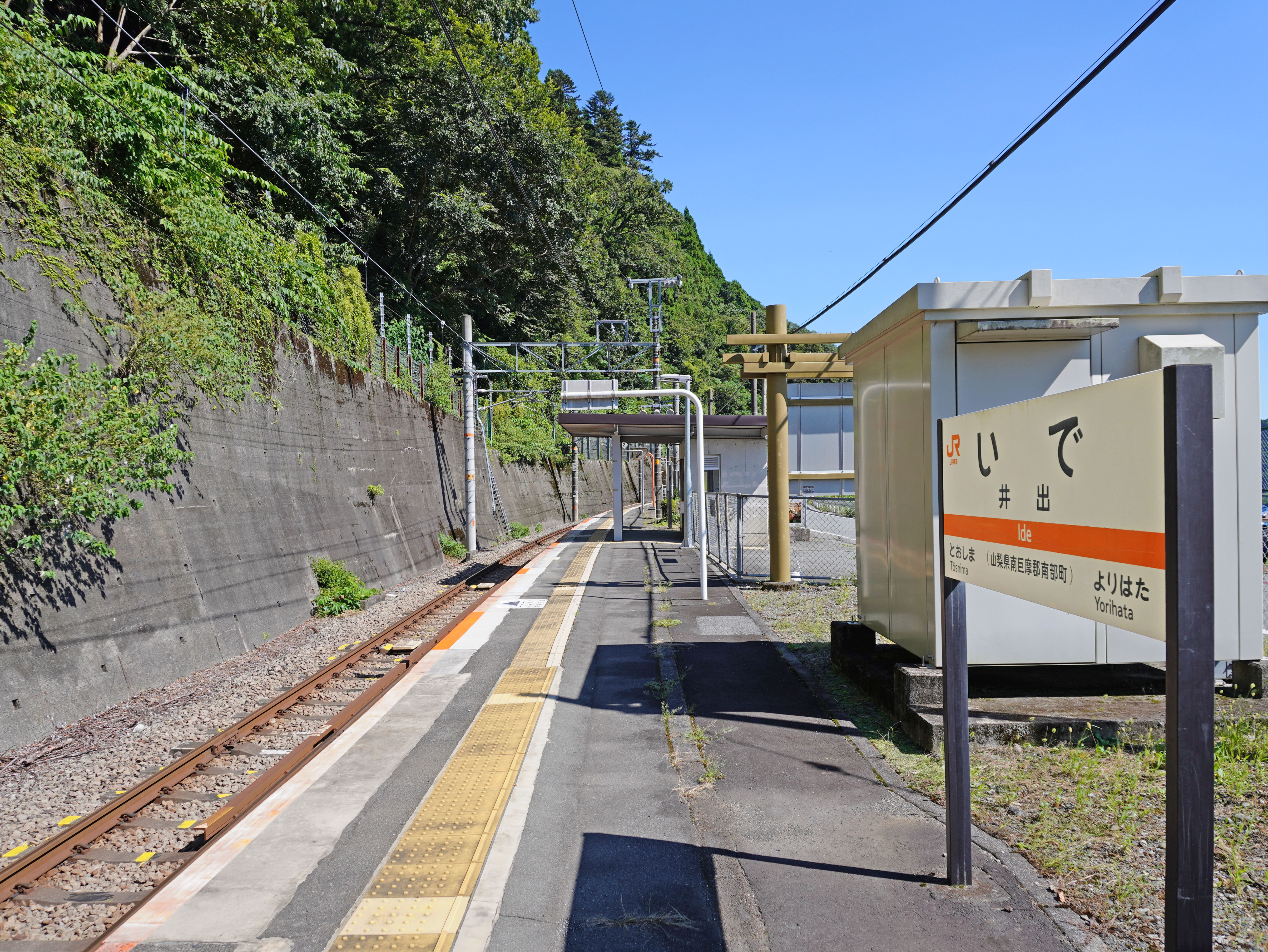
ホーム（2022年9月）

## 利用状況
1日平均乗車人員は以下の通り。
| 乗車人員推移 | 乗車人員推移 |
| 年度         | 1日平均人数  |
| ------------ | ------------ |
| 2006         | 100          |
| 2007         | 94           |
| 2008         | 91           |
| 2009         | 73           |
| 2010         | 69           |
| 2011         | 59           |
| 2012         | 55           |
| 2013         | 61           |
| 2014         | 56           |
| 2015         | 54           |
| 2016         | 45           |
| 2017         | 42           |
| 2018         | 37           |

## 駅周辺
駅前を富士川に並行して走る道は県道10号である。この県道を600m程東に行くとやがて駅名にもなっている井出に至るが、井出は至って小さな集落である。当駅駅前は県道を挟んですぐ富士川となっており、駅前からは富士川の広い河川敷を眺めることが出来るが、その対岸は南部町福士である。福士は大きな集落であり、2003年（平成15年）に南部町と合併して消滅した富沢町の中心部であった上、両町の合併によって新しく出来た南部町の役場もこの地に置かれている。このため当駅利用者は、駅前の県道を北西方向に800mほど進んだ所で富士川を渡る富栄橋を経由して対岸から来るものが多くなっており、また開業当初の当駅は井出と福士両方から名前を取って井出福士駅と名乗っていた。福士には道の駅とみざわ、南部町立富河小学校、中央化学山梨工場等があり、国道52号が走っている。
その他、駅周辺にある主要なスポットとして天子湖と佐野川温泉がある。駅の寄畑方で県道から北方向に分岐する小さな道は、竹の沢踏切で当駅の構内を横切り、暫くするとやがて佐野川に沿うようになるが、この道を当駅から9km程行くと、やがて天子湖に着く。また県道を東へ1.5km程行き、佐野川を渡ってすぐの所で北側に分岐する道を行くとやがて700m程で佐野川温泉となる。
小さな駅であるが、駅前には列車の到着にあわせてタクシーが客待ちをすることも多い。

### バス路線
「井出駅」停留所にて、南部町営バスの路線が発着する。
- 陵草線：役場前 / 屋敷平公民館 ※平日運転

## 隣の駅
東海旅客鉄道（JR東海）
CC 身延線
十島駅 - 井出駅 - 寄畑駅